# Abutilon fruticosum
Abutilon fruticosum är en malvaväxtart som beskrevs av Jean Baptiste Antoine Guillemin och Perr.. Abutilon fruticosum ingår i släktet klockmalvor, och familjen malvaväxter.

## Underarter
Arten delas in i följande underarter:
- A. f. chrysocarpa
- A. f. hepperi
- A. f. microphyllum
- A. f. saidae

## Bildgalleri

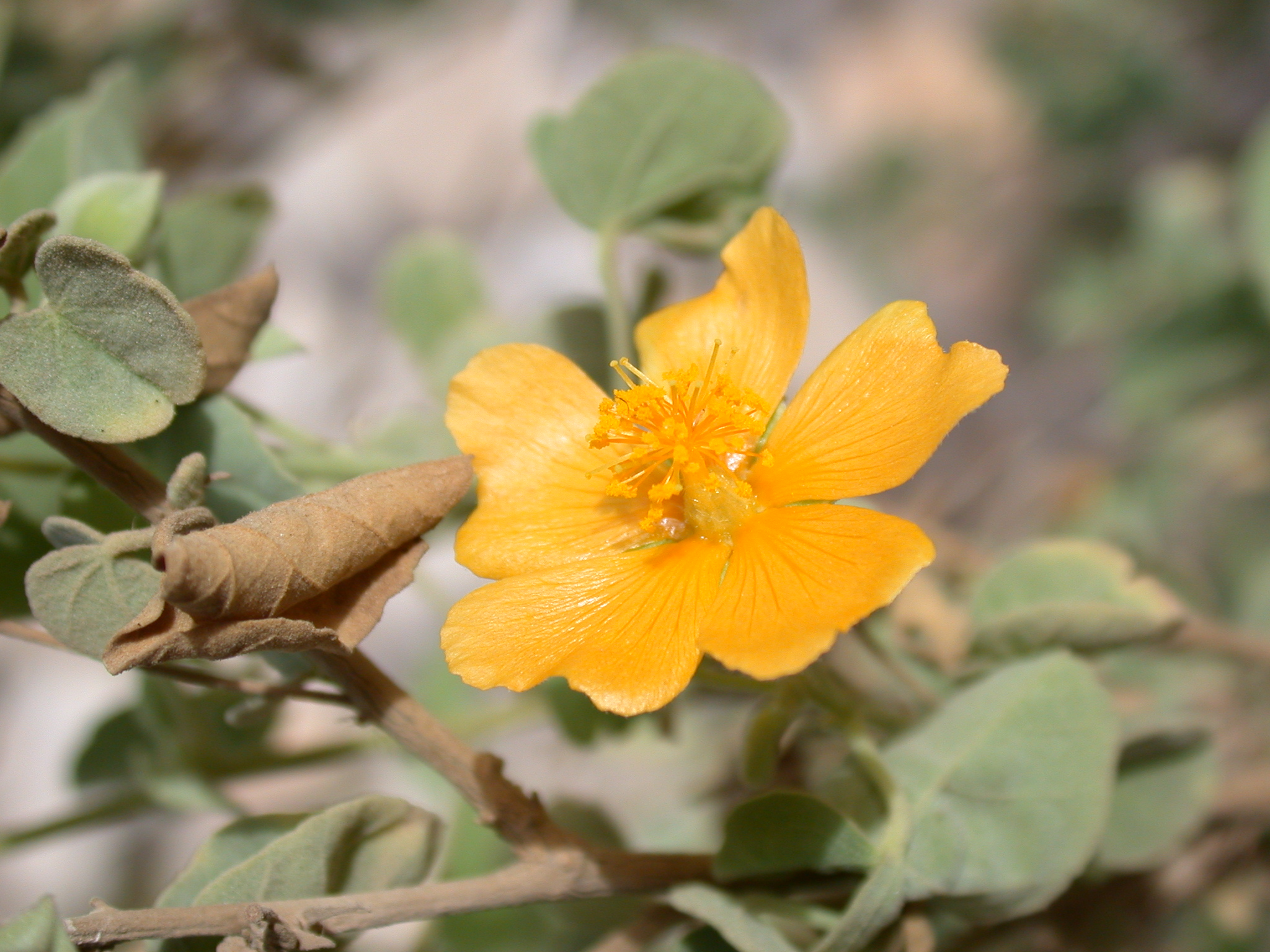
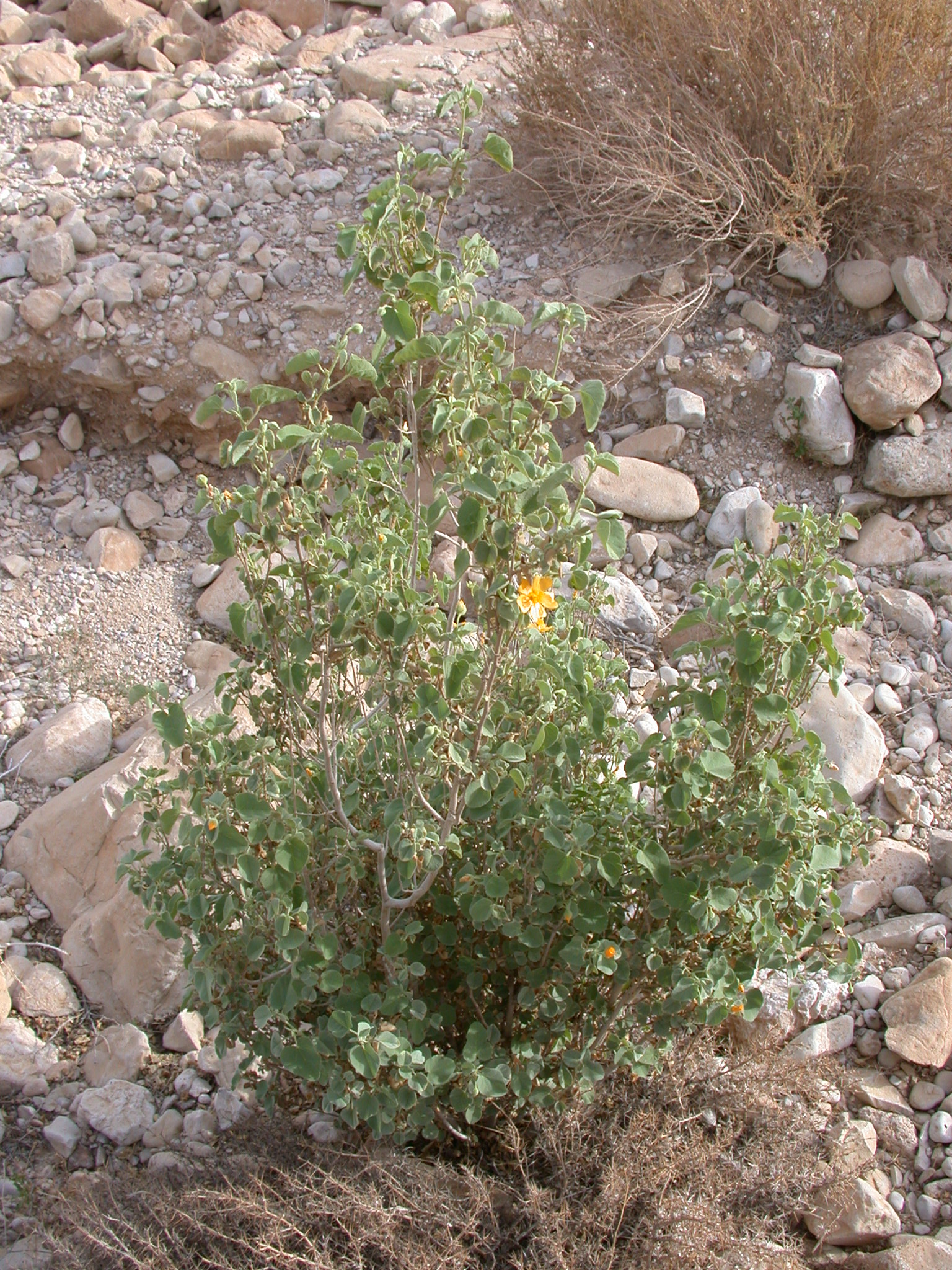